# Nàng tiên Melusina

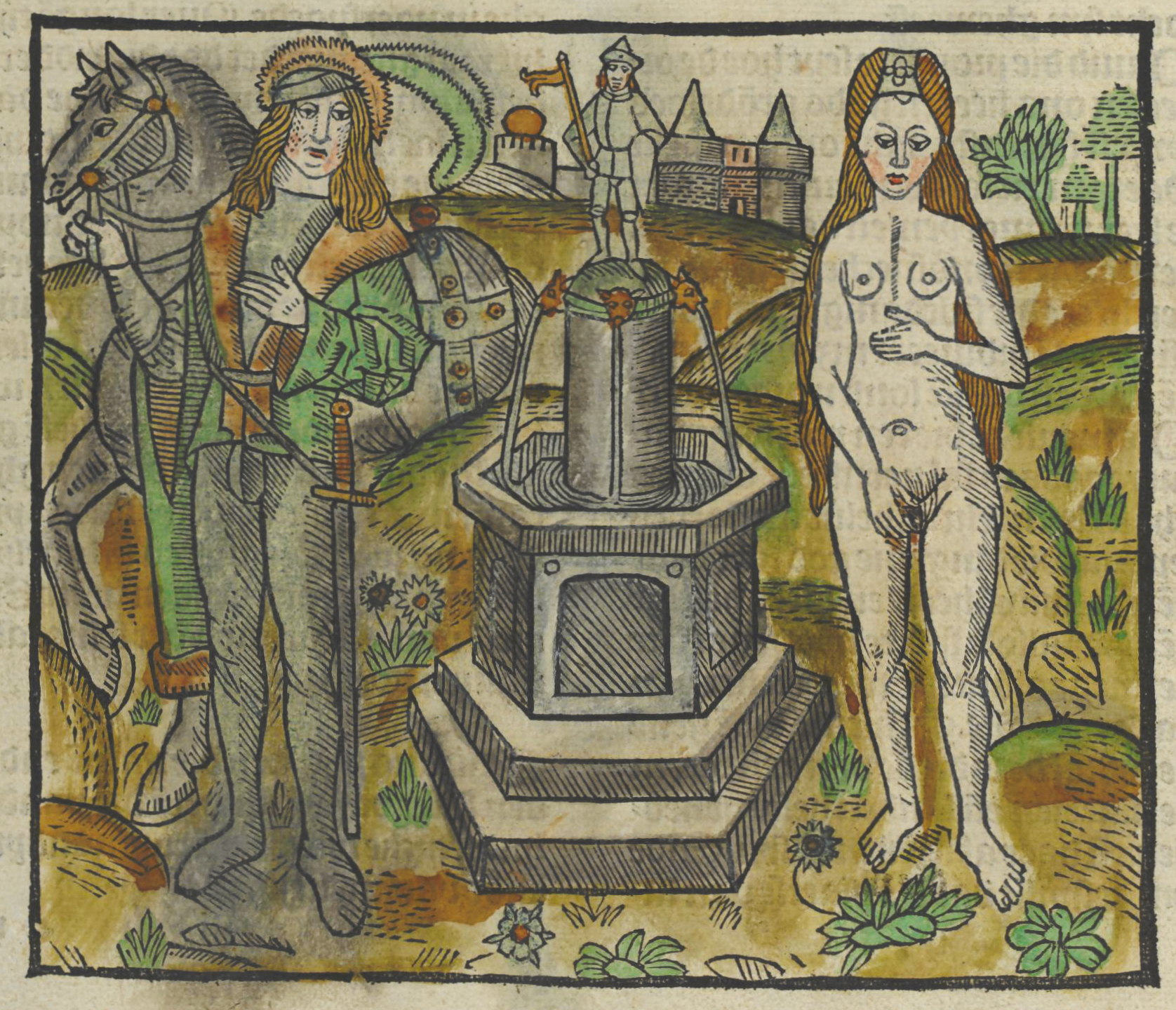
Nàng tiên Melusina

Nàng tiên Melusina, Op.32 (tiếng Đức: Der Schönen Melusine) là bản overture cung Đô trưởng của nhà soạn nhạc người Đức gốc Do Thái Felix Mendelssohn. Ông sáng tác bản overture vào năm 1833. Tác phẩm được gợi cảm hứng từ vở opera Melusina của Conradin Kreutzer.